# Moncaup (Haute-Garonne)
Pour les articles homonymes, voir Moncaup.
Moncaup est une commune française située dans le sud-ouest du département de la Haute-Garonne en région Occitanie.
Sur le plan historique et culturel, la commune est dans le pays de Comminges, correspondant à l’ancien comté de Comminges, circonscription de la province de Gascogne située sur les départements actuels du Gers, de la Haute-Garonne, des Hautes-Pyrénées et de l'Ariège. Exposée à un climat de montagne, elle est drainée par le ruisseau de Moncaup et par divers autres petits cours d'eau. La commune possède un patrimoine naturel remarquable : un site Natura 2000 (les « zones rupestres xérothermiques du bassin de Marignac, Saint-Béat, pic du Gar, montagne de Rié ») et trois zones naturelles d'intérêt écologique, faunistique et floristique.
Moncaup est une commune rurale qui compte 36 habitants en 2022, après avoir connu un pic de population de 351 habitants en 1866. Ses habitants sont appelés les Moncaupois ou  Moncaupoises.

## Géographie

### Localisation
La commune de Moncaup se trouve dans le département de la Haute-Garonne, en région Occitanie.
Elle se situe à 92 km à vol d'oiseau de Toulouse, préfecture du département, à 15 km de Saint-Gaudens, sous-préfecture, et à 23 km de Bagnères-de-Luchon, bureau centralisateur du canton de Bagnères-de-Luchon dont dépend la commune depuis 2015 pour les élections départementales.
La commune fait en outre partie du bassin de vie d'Aspet.
Les communes les plus proches sont : 
Arguenos (1,6 km), Cazaunous (2,4 km), Saint-Pé-d'Ardet (3,0 km), Antichan-de-Frontignes (3,4 km), Malvezie (3,5 km), Génos (3,7 km), Lourde (3,8 km), Frontignan-de-Comminges (4,0 km).
Sur le plan historique et culturel, Moncaup fait partie du pays de Comminges, correspondant à l’ancien comté de Comminges, circonscription de la province de Gascogne située sur les départements actuels du Gers, de la Haute-Garonne, des Hautes-Pyrénées et de l'Ariège.
Moncaup est limitrophe de huit autres communes.
Les communes limitrophes sont  Antichan-de-Frontignes, Arguenos, Bezins-Garraux, Cazaunous, Chaum, Fronsac, Frontignan-de-Comminges et Saint-Pé-d'Ardet.
| Saint-Pé-d'Ardet                                                                  | Cazaunous      |          |
| Antichan-de-Frontignes                                                            | Moncaup        | Arguenos |
| Frontignan-de-Comminges (par un quadripoint), Fronsac, Chaum (par un quadripoint) | Bezins-Garraux |          |

### Géologie et relief
La superficie de la commune est de 714 hectares ; son altitude varie de 508  à   1 788 mètres.
Entre Moncaup et Arguenos se trouve le Mont Calem, « mont chauve » couvert de bruyères et de fougères, et presque dépourvu d’arbres, en dehors de quelques pins. Il s’agit de l’un des petits massifs de lherzolite qui affleurent le long de la faille nord-pyrénéenne. La lherzolite est une roche rare à la surface terrestre, peu favorable à la végétation. Le 1er février 2018, le département de la Haute-Garonne a procédé au classement du Mont Calem comme espace naturel sensible.
Le Mont Calem a connu un début d'exploitation dans la première moitié du XXe siècle pour ses roches riches en amiante. Il contient de nombreuses variétés de minéraux rares issus du métamorphisme de contact entre le calcaire et la lherzolithe serpentinisée : trémolite, antigorite, diallage, grenats pyrope, jaspe...

### Hydrographie

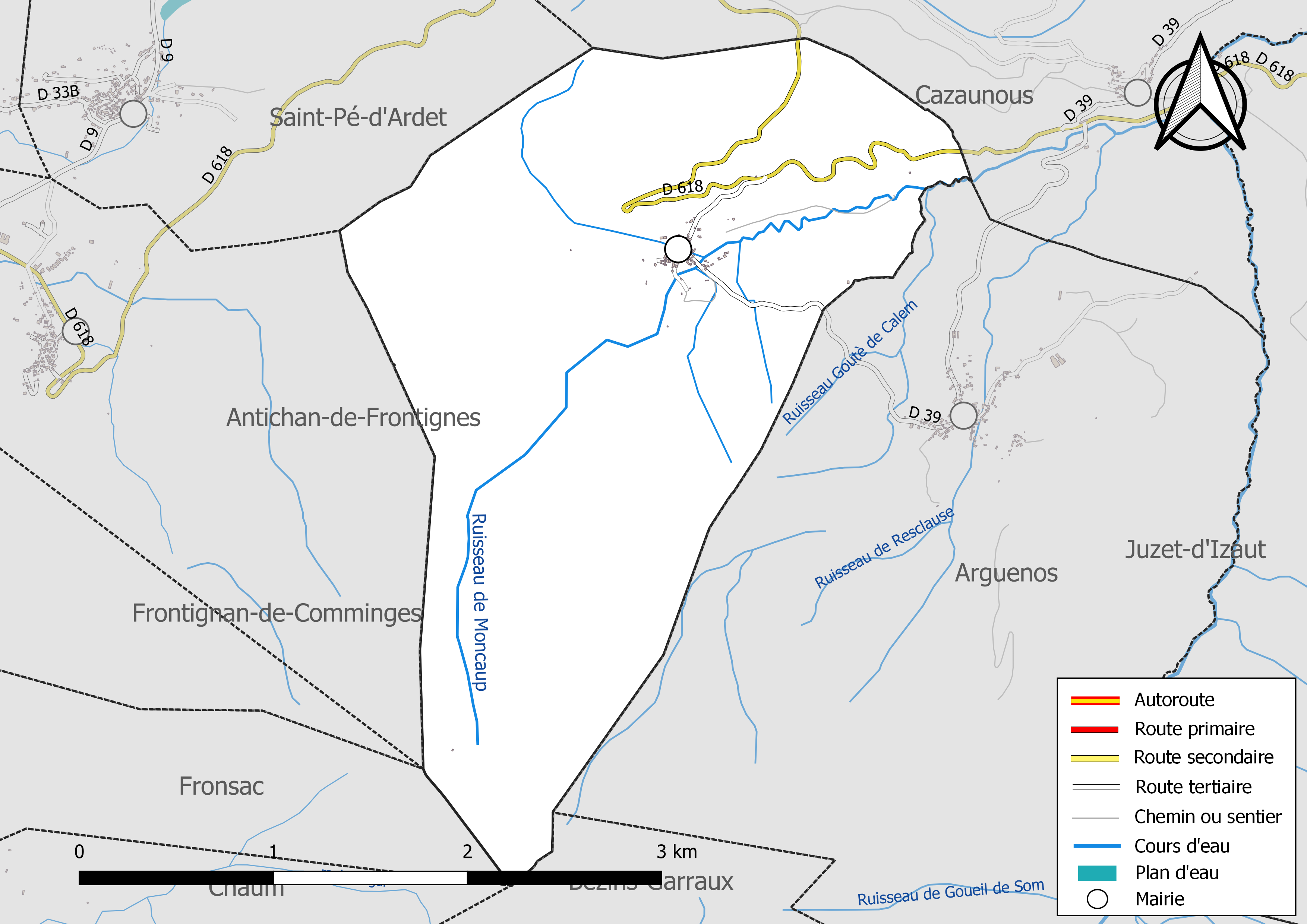
Réseaux hydrographique et routier de Moncaup.

La commune est dans le bassin de la Garonne, au sein du bassin hydrographique Adour-Garonne. Elle est drainée par le ruisseau de Moncaup, le ruisseau Goutè de Calem et par divers petits cours d'eau, constituant un réseau hydrographique de 9 km de longueur totale,.

### Climat
Pour des articles plus généraux, voir Climat de l'Occitanie et Climat de la Haute-Garonne.
En 2010, le climat de la commune est de type climat des marges montargnardes, selon une étude s'appuyant sur une série de données couvrant la période 1971-2000. En 2020, Météo-France publie une typologie des climats de la France métropolitaine dans laquelle la commune est exposée à un climat de montagne ou de marges de montagne et est dans la région climatique Pyrénées centrales, caractérisée par une pluviométrie annuelle de 1 000 à 1 200 mm.
Pour la période 1971-2000, la température annuelle moyenne est de 11 °C, avec une amplitude thermique annuelle de 15,6 °C. Le cumul annuel moyen de précipitations est de 1 121 mm, avec 9,8 jours de précipitations en janvier et 7,5 jours en juillet. Pour la période 1991-2020, la température moyenne annuelle observée sur la station météorologique la plus proche, située sur la commune de Clarac à 15 km à vol d'oiseau, est de 12,5 °C et le cumul annuel moyen de précipitations est de 804,9 mm,. Pour l'avenir, les paramètres climatiques de la commune estimés pour 2050 selon différents scénarios d’émission de gaz à effet de serre sont consultables sur un site dédié publié par Météo-France en novembre 2022.

### Milieux naturels et biodiversité

#### Réseau Natura 2000

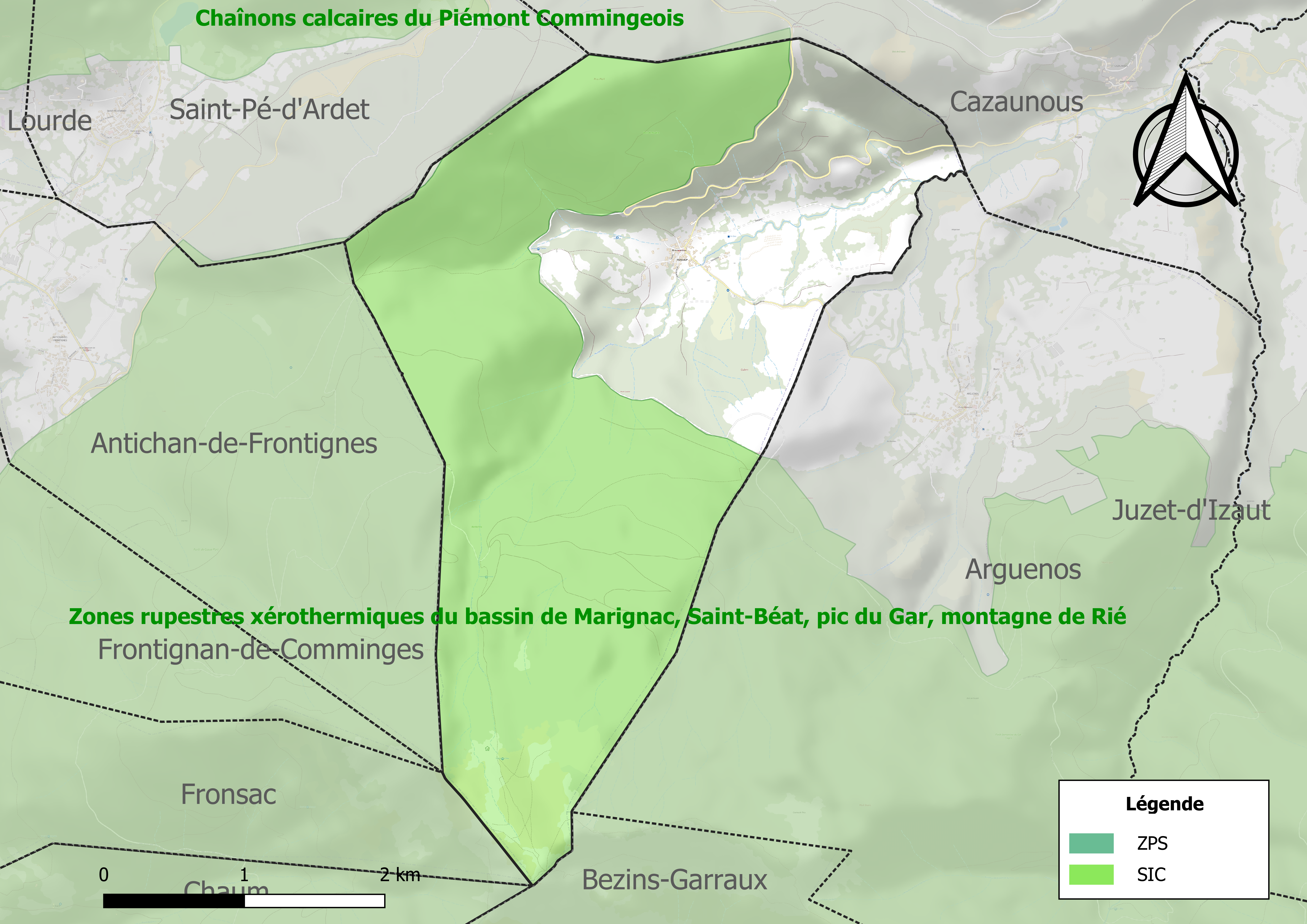
Site Natura 2000 sur le territoire communal.

Le réseau Natura 2000 est un réseau écologique européen de sites naturels d'intérêt écologique élaboré à partir des directives habitats et oiseaux, constitué de zones spéciales de conservation (ZSC) et de zones de protection spéciale (ZPS).
Un site Natura 2000 a été défini sur la commune au titre de la directive habitats : les « Zones rupestres xérothermiques du bassin de Marignac, Saint-Béat, pic du Gar, montagne de Rié », d'une superficie de 7 680 ha, sont un espace présentant une grande richesse floristique et faunistique du fait de la diversité et de la complémentarité des habitats présents (pelouses, landes, forêts, parois rocheuses, ravins, torrents encaissés). Des ours sont présents à la suite de leur réintroduction.

#### Zones naturelles d'intérêt écologique, faunistique et floristique

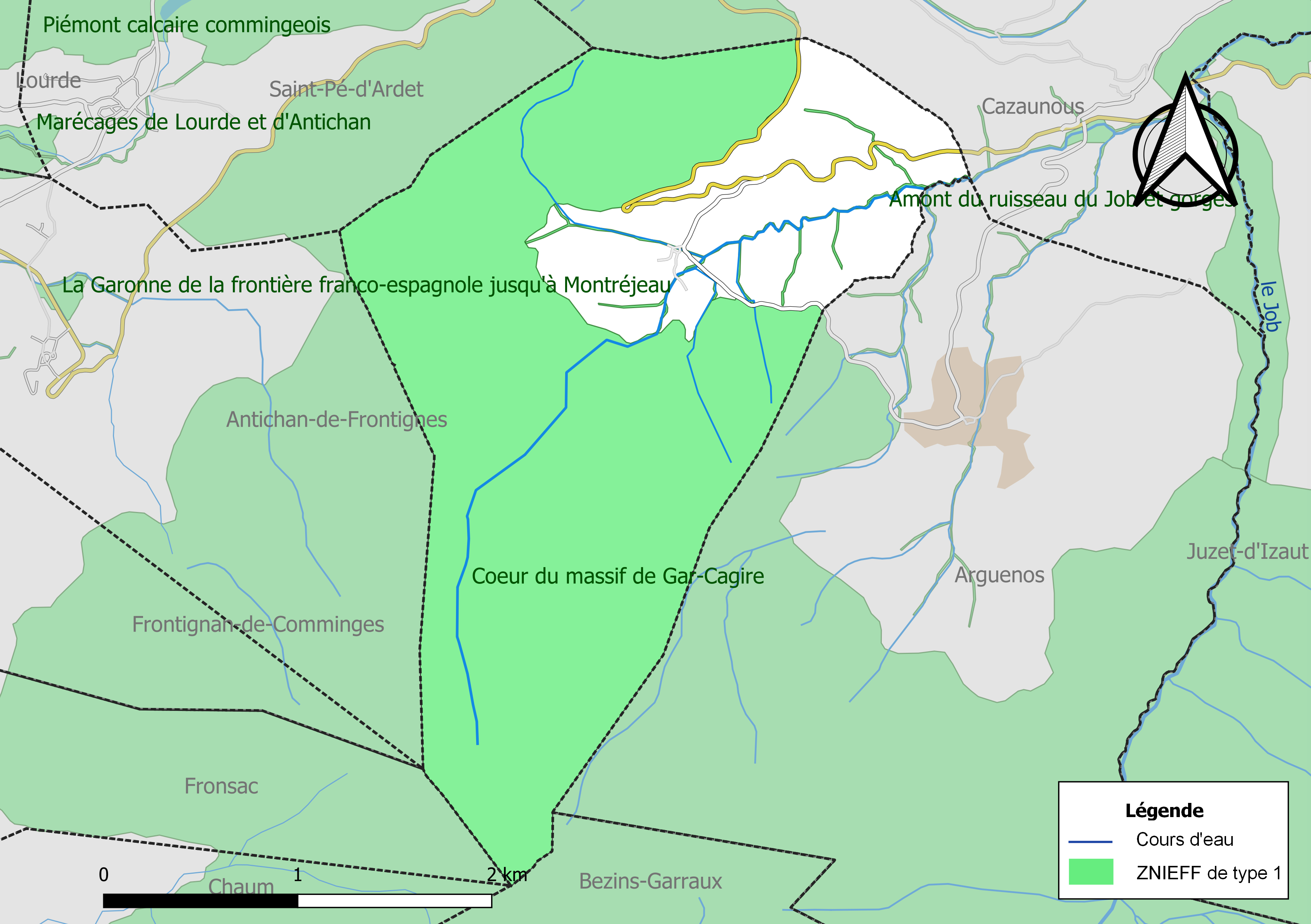
Carte des ZNIEFF de type 1 localisées sur la commune.

L’inventaire des zones naturelles d'intérêt écologique, faunistique et floristique (ZNIEFF) a pour objectif de réaliser une couverture des zones les plus intéressantes sur le plan écologique, essentiellement dans la perspective d’améliorer la connaissance du patrimoine naturel national et de fournir aux différents décideurs un outil d’aide à la prise en compte de l’environnement dans l’aménagement du territoire.
Deux ZNIEFF de type 1 sont recensées sur la commune :
l'« Amont du ruisseau du Job et gorges » (178 ha), couvrant 6 communes du département et 
le « cœur du massif de Gar-Cagire » (6 194 ha), couvrant 15 communes du département
et une ZNIEFF de type 2, : 
l'« ensemble du massif de Gar-Cagire et bassin de Juzet-d'Izaut » (9 679 ha), couvrant 18 communes du département.

## Urbanisme

### Typologie
Au 1er janvier 2024, Moncaup est catégorisée commune rurale à habitat très dispersé, selon la nouvelle grille communale de densité à sept niveaux définie par l'Insee en 2022.
Elle est située hors unité urbaine et hors attraction des villes,.

### Occupation des sols
L'occupation des sols de la commune, telle qu'elle ressort de la base de données européenne d’occupation biophysique des sols Corine Land Cover (CLC), est marquée par l'importance des forêts et milieux semi-naturels (86,1 % en 2018), en diminution par rapport à 1990 (88,5 %). La répartition détaillée en 2018 est la suivante : 
forêts (79,2 %), prairies (13,9 %), milieux à végétation arbustive et/ou herbacée (6,8 %), espaces ouverts, sans ou avec peu de végétation (0,1 %). L'évolution de l’occupation des sols de la commune et de ses infrastructures peut être observée sur les différentes représentations cartographiques du territoire : la carte de Cassini (XVIIIe siècle), la carte d'état-major (1820-1866) et les cartes ou photos aériennes de l'IGN pour la période actuelle (1950 à aujourd'hui).

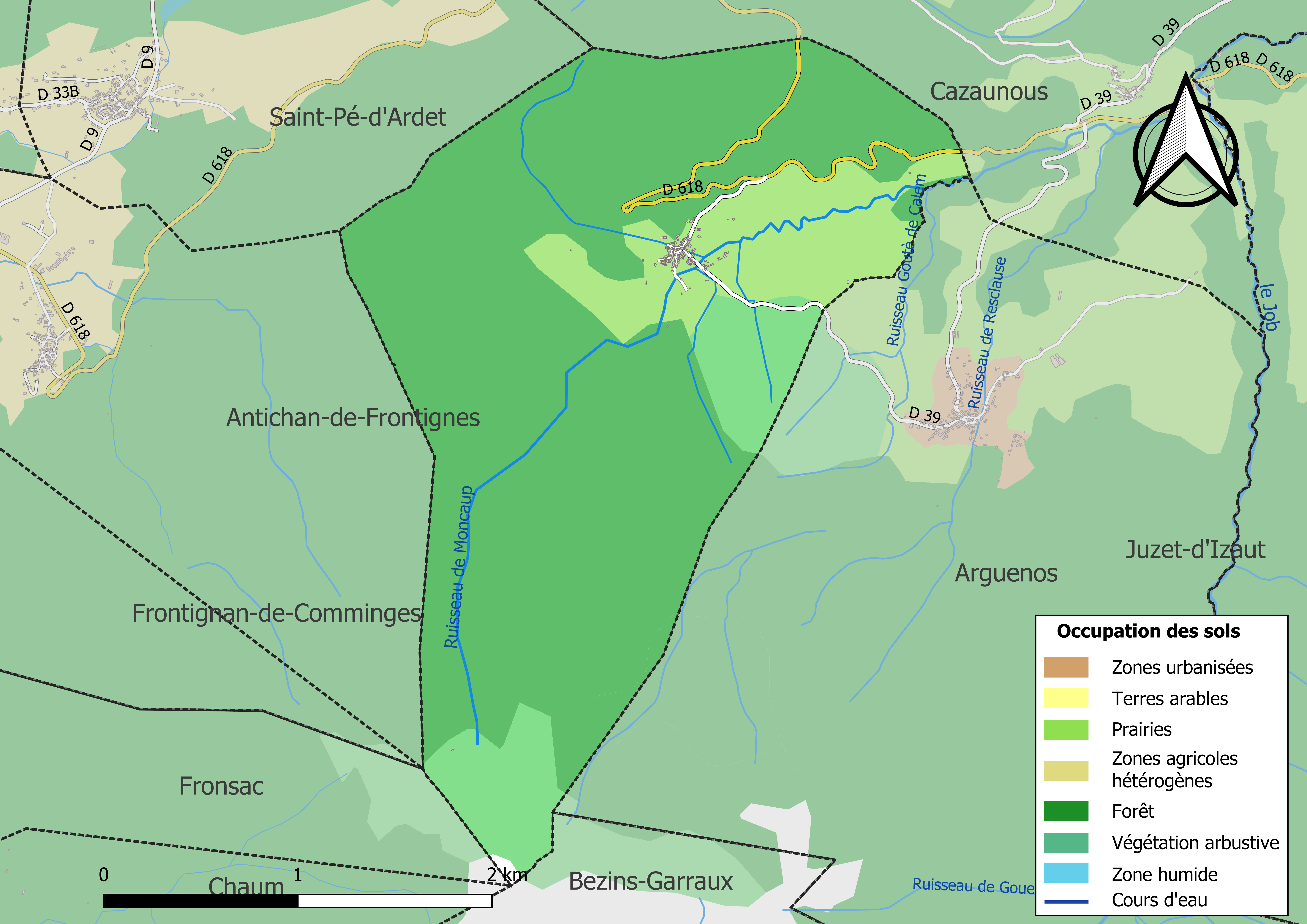
Carte des infrastructures et de l'occupation des sols de la commune en 2018 (CLC).

### Voies de communication et transports
Accès avec la ligne régulière de transport interurbain du réseau Arc-en-ciel (anciennement SEMVAT) ou en gare de Saint-Gaudens sur la ligne Toulouse - Bayonne.

### Risques majeurs
Le territoire de la commune de Moncaup est vulnérable à différents aléas naturels : météorologiques (tempête, orage, neige, grand froid, canicule ou sécheresse), inondations, feux de forêts et séisme (sismicité moyenne). Un site publié par le BRGM permet d'évaluer simplement et rapidement les risques d'un bien localisé soit par son adresse soit par le numéro de sa parcelle.
Certaines parties du territoire communal sont susceptibles d’être affectées par le risque d’inondation par débordement de cours d'eau, notamment La commune a été reconnue en état de catastrophe naturelle au titre des dommages causés par les inondations et coulées de boue survenues en 1982, 1999, 2009 et 2011,.
Un plan départemental de protection des forêts contre les incendies a été approuvé par arrêté préfectoral du 25 septembre 2006. Moncaup est exposée au risque de feu de forêt du fait de la présence sur son territoire du massif des Pyrénées. Il est ainsi défendu aux propriétaires de la commune et à leurs ayants droit de porter ou d’allumer du feu dans l'intérieur et à une distance de 200 mètres des bois, forêts, plantations, reboisements ainsi que des landes. L’écobuage est également interdit, ainsi que les feux de type méchouis et barbecues, à l’exception de ceux prévus dans des installations fixes (non situées sous couvert d'arbres) constituant une dépendance d'habitation,

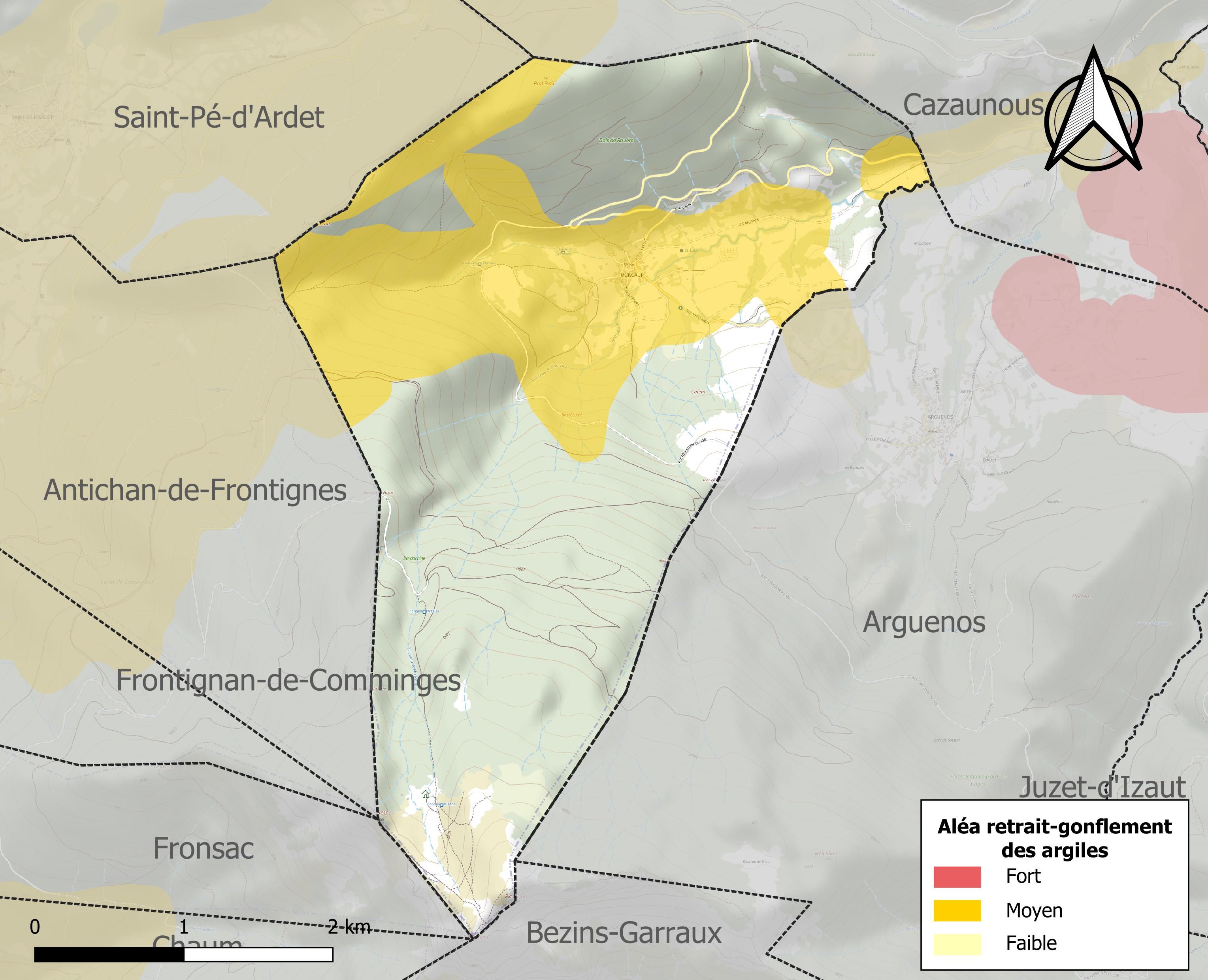
Carte des zones d'aléa retrait-gonflement des sols argileux de Moncaup.

Le retrait-gonflement des sols argileux est susceptible d'engendrer des dommages importants aux bâtiments en cas d’alternance de périodes de sécheresse et de pluie. 34,3 % de la superficie communale est en aléa moyen ou fort (88,8 % au niveau départemental et 48,5 % au niveau national). Sur les 63 bâtiments dénombrés sur la commune en 2019, 63 sont en aléa moyen ou fort, soit 100 %, à comparer aux 98 % au niveau départemental et 54 % au niveau national. Une cartographie de l'exposition du territoire national au retrait gonflement des sols argileux est disponible sur le site du BRGM,.
Par ailleurs, afin de mieux appréhender le risque d’affaissement de terrain, l'inventaire national des cavités souterraines permet de localiser celles situées sur la commune.
Concernant les mouvements de terrains, la commune a été reconnue en état de catastrophe naturelle au titre des dommages causés par des mouvements de terrain en 1999.

## Toponymie
Son nom signifie en occitan mont chauve.

## Histoire
La communauté de Moncaup appartenait à la châtellenie de Fronsac (ou des Frontignes) dans le comté de Comminges. Avec Juzet-d'Izaut, Cazaunous et Arguenos, elle forme le "Pays de Thou".
"En 1397, les Binos d'Antichan vendent des fiefs nobles qu'ils possédaient à Moncaup.
(...)Une famille Déqué portait, au XVIIe siècle, le titre de "Déqué de Moncaup". (...) Lors de la vente de la baronnie (1642-1643) Géraud Déqué, sieur de Moncaup, achète les seigneuries d'Affis (= His) et de Mauvezin, qui appartenaient à la baronnie d'Aspet."

## Politique et administration

### Administration municipale
Le nombre d'habitants au recensement de 2011 étant compris entre 0 et 99, le nombre de membres du conseil municipal pour l'élection de 2014 est de sept,.

### Rattachements administratifs et électoraux
Commune faisant partie de la huitième circonscription de la Haute-Garonne, de la communauté de communes Cagire-Garonne-Salat et du canton de Bagnères-de-Luchon (avant le redécoupage départemental de 2014, Moncaup faisait partie de l'ex-canton d'Aspet et avant le 1er janvier 2017, de la  communauté de communes des Trois Vallées). La commune est également membre du SIVOM de Saint-Gaudens Montréjeau Aspet Magnoac.

### Liste des maires
| Période                                  | Période  | Identité            | Étiquette | Qualité  |
| ---------------------------------------- | -------- | ------------------- | --------- | -------- |
| mars 2001                                | 2008     | Jean-Marie Dulac    |           |          |
| mars 2008                                | 2020     | Jean-Pierre Lacasia | DVD       | Retraité |
| 2020                                     | En cours | Daniel Weissberg    |           |          |
| Les données manquantes sont à compléter. |          |                     |           |          |

## Population et société

### Démographie
| 1793 | 1800 | 1806 | 1821 | 1831 | 1836 | 1841 | 1846 | 1851 |
| ---- | ---- | ---- | ---- | ---- | ---- | ---- | ---- | ---- |
| 152  | 146  | 196  | 248  | 264  | 280  | 293  | 315  | 311  |

| 1856 | 1861 | 1866 | 1872 | 1876 | 1881 | 1886 | 1891 | 1896 |
| ---- | ---- | ---- | ---- | ---- | ---- | ---- | ---- | ---- |
| 326  | 344  | 351  | 318  | 308  | 301  | 302  | 294  | 282  |

| 1901 | 1906 | 1911 | 1921 | 1926 | 1931 | 1936 | 1946 | 1954 |
| ---- | ---- | ---- | ---- | ---- | ---- | ---- | ---- | ---- |
| 259  | 253  | 233  | 187  | 160  | 140  | 136  | 112  | 96   |

| 1962 | 1968 | 1975 | 1982 | 1990 | 1999 | 2005 | 2006 | 2010 |
| ---- | ---- | ---- | ---- | ---- | ---- | ---- | ---- | ---- |
| 78   | 66   | 39   | 38   | 33   | 26   | 31   | 31   | 32   |

| 2015 | 2020 | 2022 | - | - | - | - | - | - |
| ---- | ---- | ---- | - | - | - | - | - | - |
| 37   | 36   | 36   | - | - | - | - | - | - |

| selon la population municipale des années : | 1968 | 1975 | 1982 | 1990 | 1999 | 2006 | 2009 | 2013 |
| Rang de la commune dans le département      | 550  | 562  | 550  | 553  | 578  | 571  | 572  | 572  |
| Nombre de communes du département           | 592  | 582  | 586  | 588  | 588  | 588  | 589  | 589  |

#### Commerces
Les différents commerces de proximité se situent à environ 15 km sur la commune d'Aspet.

### Enseignement
Moncaup fait partie de l'académie de Toulouse.

### Festivités
Chaque année, un grand repas est organisé sur la place du village, rue de la République, avec un concours de pétanque annuel se déroulant au terrain communal situé juste après le ruisseau.

### Activités sportives
Pétanque

### Écologie et recyclage

#### Protection environnementale
La zone Natura 2000 des Zones rupestres xérothermiques du bassin de Marignac, Saint-Béat, pic du Gar, montagne de Rié est classée en zone spéciale de conservation (en référence à la Directive Habitats) depuis 2007 ; avec une superficie de 7 680 hectares, elle s'étend sur une partie de la commune de Moncaup.

## Économie

### Emploi
|                | 2008  | 2013   | 2018   |
| -------------- | ----- | ------ | ------ |
| Commune        | 8,3 % | 13,3 % | 14,3 % |
| Département    | 7,7 % | 9,6 %  | 9,3 %  |
| France entière | 8,3 % | 10 %   | 10 %   |

En 2018, la population âgée de 15 à 64 ans s'élève à 15 personnes, parmi lesquelles on compte 42,9 % d'actifs (28,6 % ayant un emploi et 14,3 % de chômeurs) et 57,1 % d'inactifs,. Depuis 2008, le taux de chômage communal (au sens du recensement) des 15-64 ans est supérieur à celui de la France et du département.
La commune est hors attraction des villes,. Elle compte 3 emplois en 2018, contre 2 en 2013 et 0 en 2008. Le nombre d'actifs ayant un emploi résidant dans la commune est de 5, soit un indicateur de concentration d'emploi de 59 % et un taux d'activité parmi les 15 ans ou plus de 19,4 %.
Sur ces 5 actifs de 15 ans ou plus ayant un emploi, 1 travaillent dans la commune, soit 20 % des habitants. Pour se rendre au travail, 80 % des habitants utilisent un véhicule personnel ou de fonction à quatre roues, 20 % s'y rendent en deux-roues, à vélo ou à pied et.

### Activités hors agriculture
Un seul établissement relevant d’une activité hors champ de l’agriculture est implanté  à Moncaup au 31 décembre 2019.

### Agriculture
|               | 1988 | 2000 | 2010 | 2020 |
| ------------- | ---- | ---- | ---- | ---- |
| Exploitations | 6    | 3    | 4    | 2    |
| SAU (ha)      | 72   | 80   | nd   | 60   |

La commune est dans les « Pyrénées centrales », une petite région agricole occupant le sud du département de la Haute-Garonne, massif montagneux où s’étagent les vallées profondes, la forêt et les zones intermédiaires, les estives. En 2020, l'orientation technico-économique de l'agriculture  sur la commune est l'élevage d'équidés et/ou d' autres herbivores. Deux exploitations agricoles ayant leur siège dans la commune sont dénombrées lors du recensement agricole de 2020 (six en 1988). La superficie agricole utilisée est de 60 ha,,.

## Culture locale et patrimoine

### Lieux et monuments
À quelques dizaines de mètres de l'église et de la mairie, près d'une source, trois éléments de sarcophages bruts sont conservés. Ils ont longtemps servi d'abreuvoir. Ils proviennent, sans doute, des carrières d'Arguenos, village limitrophe.
- Église Saint-Laurent de Moncaup.
- Pic du Gar.
- Pic Saillant.

## Pour approfondir